# Melanozosteria hermannsburgensis
Melanozosteria hermannsburgensis es una especie de cucaracha terrestre del género Melanozosteria, tribu Polyzosteriini, subfamilia Polyzosteriinae. Fue descrita científicamente por Mackerras en 1968.

## Distribución
Se distribuye por Oceanía: Australia (Territorio del Norte).